# Roascha
Roascha (italià Roaschia, piemontès Roas-cia) és un municipi italià, situat a la regió del Piemont. L'any 2007 tenia 166 habitants. Està situat a la Val Ges, dins de les Valls Occitanes. Limita amb els municipis d'Entraigas, Robilante, Roccavione, Valdieri i Vernante.

## Administració
| Període | Identitat       | Partit        |
| ------- | --------------- | ------------- |
| 2004-   | Cosimo Ventruto | Llista cívica |